# Eugénio Maurício, Conde de Soissons

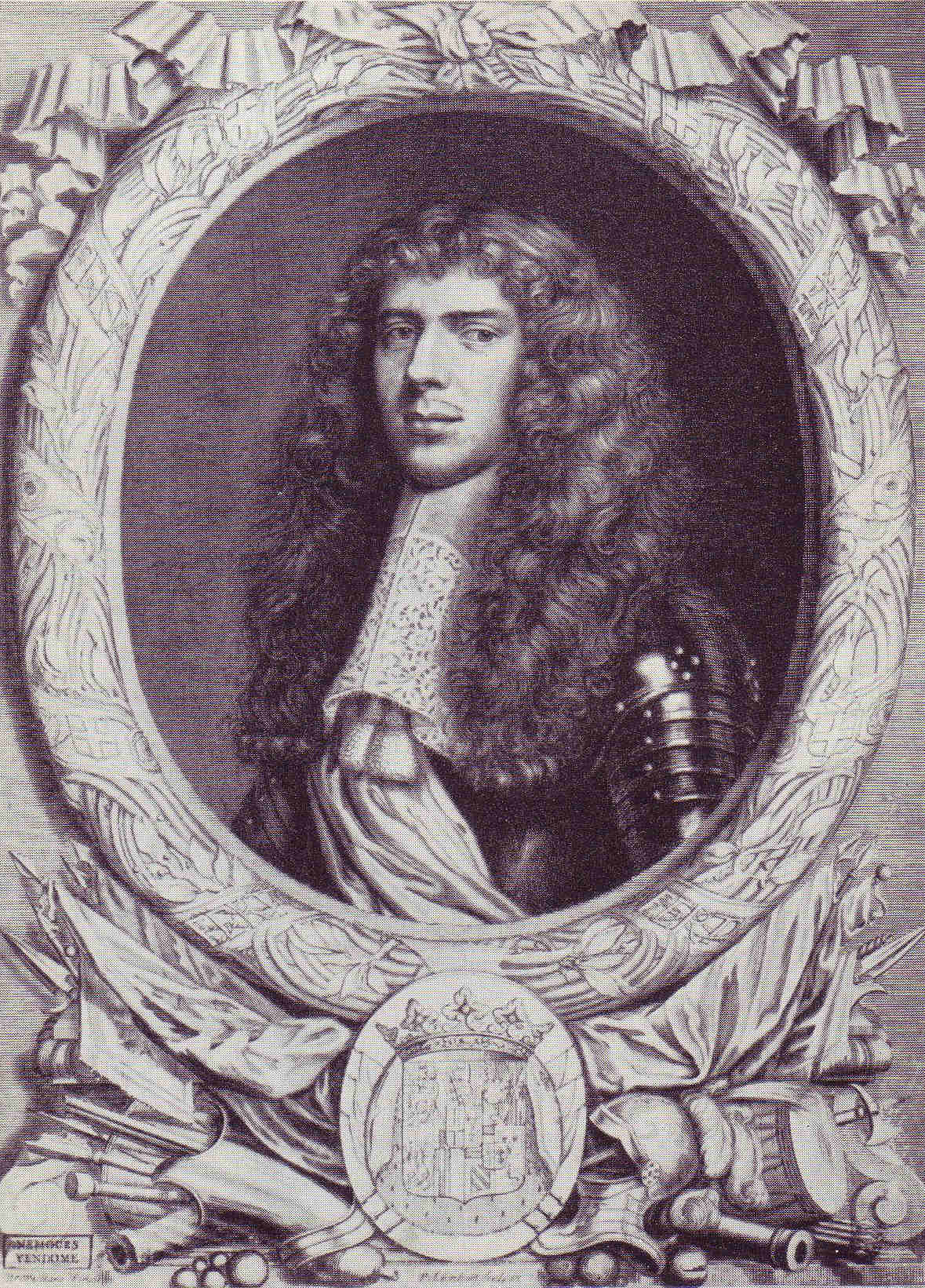
Príncipe Eugénio Maurício de Saboia, Conde de Soissons, por Pierre Lombard

Eugénio Maurício de Saboia, Monsieur le Comte, Conde de Soissons (em francês:  Eugéne-Maurice de Savoie, em italiano:  Eugenio Maurizio di Savoia; Chambéry, Saboia, 3 de Maio de 1635 - Unna, Vestfália, 7 de Junho de 1673), foi um príncipe da Casa de Saboia, nascido no ramo dos Príncipes de Carignano. 

## Biografia
Era o filho mais novo e varão secundogénito de Tomás Francisco de Saboia e de sua esposa Maria de Bourbon, Condessa de Soissons. Devido à herança do Condado de Soissons pela sua mãe, da parte do seu avô paterno Carlos de Bourbon, Conde de Soissons , a família de Eugénio Maurício fixou-se na corte francesa. No obstante a sua posição de Príncipe de uma Casa Soberana estrangeira, foi súbdito dos Reis Luís XIII e Luís XIV de França, sendo aproximadamente da idade deste último.
Prosseguiu uma carreira militar na Exército Francês, atingindo a patente de General. Participou na Batalha das Dunas na facção leal ao Rei, sob o comando do Visconde de Turenne, onde a sua prestação foi importante na derrota imposta aos espanhóis. Participou em várias campanhas da última fase da Guerra Franco-Espanhola, e depois nas Flandres (1667), no Franco-Condado (1668) e na Holanda (1672). Foi Coronel-General da Companhia dos Cem Suíços (fr.la Compagnie des Cent Gardes Suisses du corps du Roi) e Governador de Champagne e de Brie.
Em 1662 obteve como feudo a pequena cidade de Yvoy recentemente conquistada pelo exército francês (anteriormente parte do Luxemburgo e, portanto, dos Países Baixos Espanhóis), elevada a ducado e rebatizada Carignan em homenagem ao título principal do seu pai.

## Relações Familiares

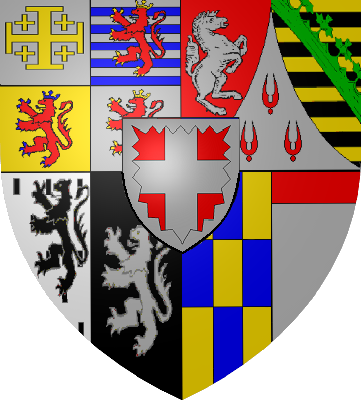
Escudo do Príncipe de Carignan, pai de Eugénio Maurício de Saboia

O seu pai Tomás Francisco de Saboia gozou de grande proeminência na corte de Luís XIII de França por ser filho de um monarca reinante, o Duque de Saboia. Como tal, segundo o protocolo da corte francesa, a chegada do Príncipe de Carignano à corte, em 1625, destronou da posição de primeiro Príncipe Estrangeiro (premier Prince Étranger) o chefe da Casa de Guise, Henrique II de Lorena, Duque de Guise, cujo parentesco com um outro monarca estrangeiro, o Duque de Lorena, era mais distante. O paí de Eugénio Maurício cedia precedência protocolar apenas à Família Real (La famille du Roi), aos Príncipes de Sangue Real (Princes du sang) e aos bastardos reais legitimados (Princes Legitimés), tomando precedência sobre todos os demais Príncipes Estrangeiros e toda a nobresa francesa.
Pelo lado paterno, dos Duques de Sabóia, era bisneto do famigerado Filipe II&I de Espanha e Portugal e de duas princesas francesas da Casa de Valois. Era também descendente dos monarcas portugueses através de duas filhas de D. Manuel I: as Infantas D. Beatriz, Duquesa de Sabóia, e D. Isabel, Imperatriz da Alemanha.
A sua mãe, Maria de Bourbon, Condessa de Soissons, era uma Princesa de Sangue Real (Princesse du Sang), prima co-sobrinha (ou em 2º grau) de Luís XIV de França. O avô materno de Eugénio Maurício era Carlos de Bourbon, Conde de Soissons, conhecido na corte como Monsieur le Comte, irmão mais novo de Henrique I, Príncipe de Condé e primo co-irmão (ou em 1º grau) de Henrique IV de França. A sua mãe era então prima co-irmã de Henrique II, Príncipe de Condé, primeiro Príncipe do Sangue (premier Prince du Sang), conhecido na corte como Monsieur le Prince.
Pelo lado materno, Eugénio Maurício descendia das Príncipes de Sangue Real de Bourbon e de Orleães-Longueville. A extinção da linha varonil capetiana na Casa de Valois em 1586, catapultara o ramo familiar da sua mãe, os Bourbon, para o trono de França. Eugénio Maurício nasce assim numa posição linhagística muito próxima da Família Real francesa.
Casou em 1657 com Olímpia Mancini, sobrinha do Cardeal Mazarino, da qual teve 8 filhos, cinco filhos e três filhas. Eugénio Maurício morreu com apenas 38 anos de idade em 1673. Posteriormente, a sua morte seria imputada à sua mulher Olímpia Mancini na sequência da acusação movida contra esta em 1679 no célebre Caso dos Venenos. 
Deixou sete filhos como idades entre os 16 e os 6 anos. Apenas o mais velho, Luís Tomás de Saboia gerou descendência, que, no entanto, se extinguiria em 1734 com a morte do seu bisneto Eugénio João Francisco de Saboia. O seu descendente mais famoso é, porventura, o seu filho mais novo Eugénio de Saboia, um dos grandes génios militares da Idade Moderna.

## Herança do Condado de Soissons
Não sendo o filho primogénito, o Principado de Carignano reverte, com a morte de seu pai em 1656, a favor de seu irmão mais velho, Emanuel Felisberto, Príncipe de Carignano. Contudo, após a morte do seu tio materno Luís de Bourbon, Conde de Soissons, deixando apenas um filho ilegítimo com menos de um ano de idade, a herança do Condado de Soissons passa para a irmã mais nova do falecido Conde, a própria mãe de Eugénio Maurício. Maria de Bourbon é agora condessa de Soissons de suo jure, com direito ao tratamento de Madame la Comtesse. Embora a sua mãe o tenha superado muito em anos (morrendo apenas em 1692, quase duas décadas depois do filho), a sua influência garantiu que o fosse a linhagem do seu filho mais novo a herdar o condado depois de si e que este pudesse, ainda em vida dela, usar o título de Comte de Soissons et Dreux..

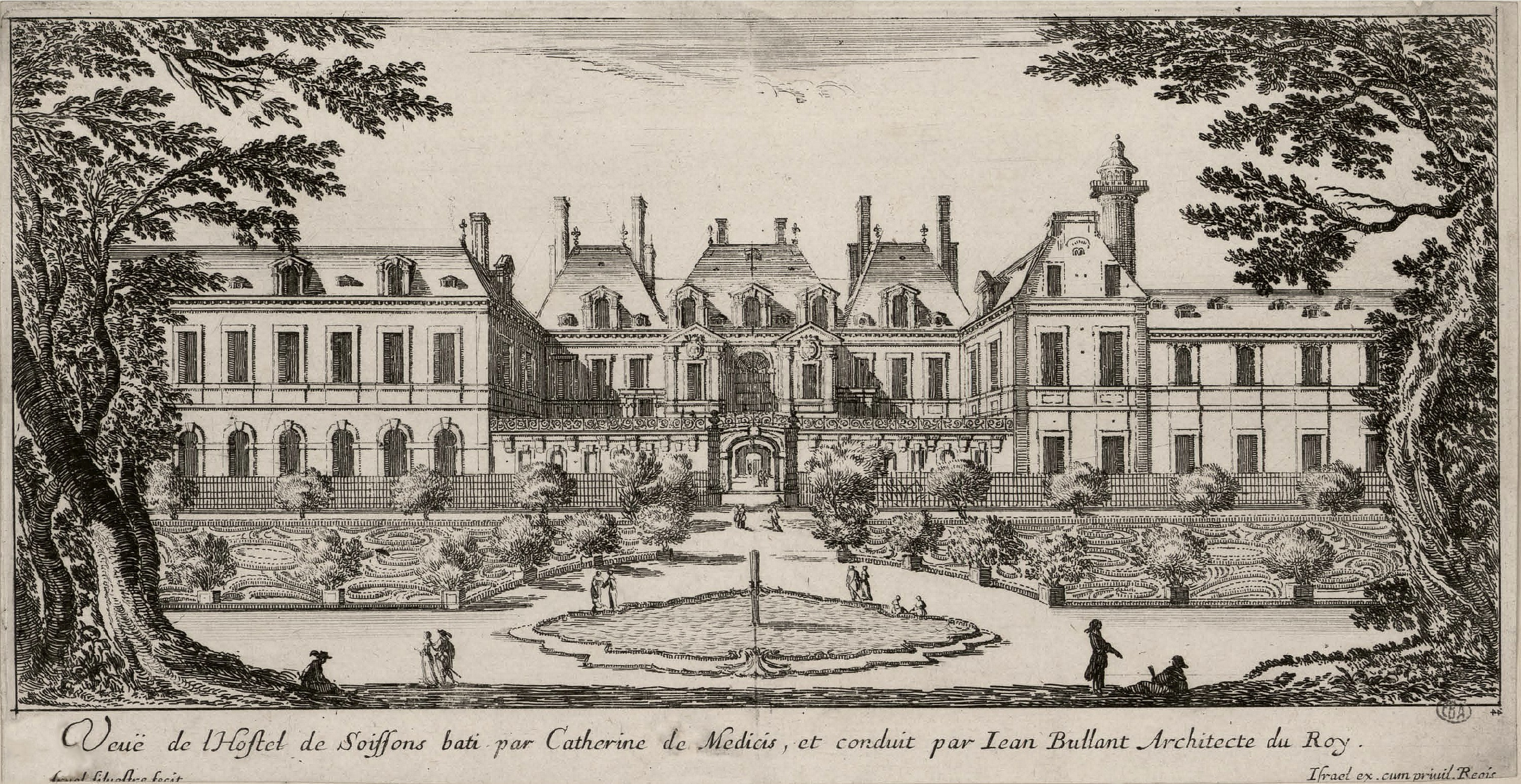
Hôtel de Soissons, residência do Conde de Soissons em Paris

A herança incluí também o Hôtel de Soissons, construído por Catarina de Médici em Paris no local onde hoje se encontra o edifício da Bolsa de Paris. Eugénio Maurício toma-o como residência de cidade e aqui viverá o ramo dos Condes de Soissons até meados do século XVIII.

## Descendência

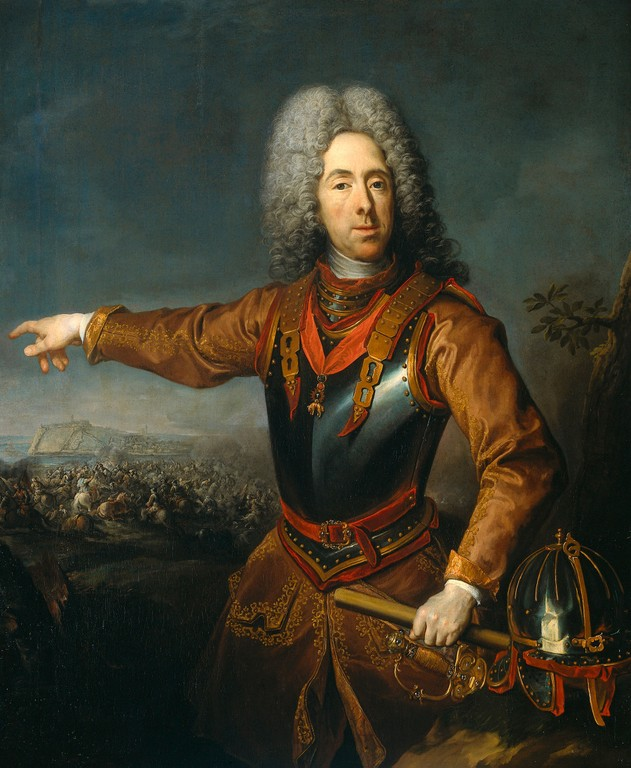
Príncipe Eugénio de Saboia, um dos filhos do Príncipe Eugénio Maurício

Desposou a 21 de Fevereiro de 1657 Olímpia Mancini, filha de Miguel Lourenço Mancini (Michele Lorenzo Mancini) e de Jerónima Mazzarini (Geronima Mazzarini), sobrinha do então Primeiro-Ministro de França, o todo-poderoso Cardeal Mazarino. Dessa união nasceram 8 filhos, dos quais dois não atingiram a maioridade, um morreu jovem em combate, um seguiu carreira religiosa, três não chegaram a casar e apenas um casou e gerou descendência.
- Luís Tomás de Saboia (1657–1702), Conde de Soissons. Casou com Urania de La Cropte; com descendência.
- Filipe de Saboia (1659–1693), Abade de Soissons.
- Luís Júlio de Saboia (1660–1683). Morto na Batalha de Petronell contra os Turcos. Conhecido como Cavaleiro de Saboia.
- Emanuel Filiberto de Saboia (1662–1676), Conde de Dreux.
- Eugénio de Saboia (1663–1736), Marechal do Exército Imperial.
- Maria Joana de Saboia (1665–1705), Mademoiselle de Soissons.
- Luísa Filiberta de Saboia (1667–1726), Mademoiselle de Carignan.
- Francisca de Saboia (1668–1671), Mademoiselle de Dreux.